# Jimmy López
Javier Jimmy López Bellido (21 de octubre de 1978) es un compositor clásico peruano.

## Biografía
Nació en Lima en 1978. De 1998 a 2000 estudió con el renombrado compositor peruano Enrique Iturriaga y de 2000 a 2007 con Veli-Matti Puumala y Eero Häämenniemi en la Academia Sibelius de Helsinki, Finlandia, en la que obtuvo su Maestría.
Ha sido seleccionado para asistir a clases maestras junto a renombrados compositores como Magnus Lindberg y Jouni Kaipainen en Porvoo; Klas Torstensson en Viitasaari; Michael Nyman en Helsinki; Ole Lützow-Holm y Zsolt Nagy en Stavanger, Marek Kopelent y Philipe Manoury en Cesky Krumlov; Hans Peter Kyburz en Luzern; Brian Ferneyhough, Jonathan Harvey, y Theo Lovendie en Royaumont; Betsy Jolas en Villecroze; y Helmut Lachenmann, Toshio Hosokawa, Beat Furrer, Adriana Hölszky, Mark André, Diether Mack y Manos Tsangaris en Darmstadt. Sus obras han sido tocadas en Estonia, Finlandia, Francia, Alemania, Letonia, Lituania, Holanda, Noruega, Perú, Taiwán y Estados Unidos.
En mayo de 2004 presentó, en colaboración con Hernán Garrido-Lecca e Yvonne von Mollendorff, el ballet Los magos del silencio en el Teatro Segura de Lima. La temporada incluyó un total de quince funciones y estuvo bajo el auspicio de la Embajada de Finlandia en el Perú. En julio del mismo año su Concierto para koto y orquesta fue estrenado por la UMA Kammerorkest en Holanda con Makiko Goto como solista. El 2.º Festival Internacional de Música Clásica Contemporánea de Lima le encargó la composición de La caresse du couteau para cuarteto de cuerdas. En junio del 2005, "Kraftmaschine" para flautas y percusión fue estreado en Alemania. Esta obra la compuso por encargo del festival ADevantgarde en colaboración con el Orff- Zentrum, Múnich. Es miembro de la Sociedad de Compositores Finlandeses desde el 2004, del Círculo de Composición Peruano desde el 2001 y de Korvat Auki desde el 2000.

### Vida privada
Es abiertamente homosexual.

## Premios
- Kranichsteiner Musikpreis 2008, otorgado por el Curso Internacional de Composición de Darmstadt, Alemania.
- Morton Gould Young Composer Award 2008, otorgado por ASCAP en Nueva York por "Epiphany", concertino para piano, cuerdas, bronces y percusión.
- Premio Nicola de Lorenzo 2008, Universidad de California, Berkeley, por su obra "Epiphany".
- Premio SävellYS 2006, en Finlandia por su obra orquestal "The Plea".
- Stipendienpreis durante el Curso Internacional de Música Contemporánea 2006 en Darmstadt, Alemania por su obra "Kraftmaschine".
- Mención honoraria en el Irino International Prize for Chamber Music 2005 de Japón por La caresse du couteau.
- Alea III 2003 International Composition Competition Prize por K’asa para violín y piano en septiembre del 2003.
- Premio de la Orquesta del Concurso Internacional de Composición CCA 2002, en Taiwán por Carnynx.

## Obras

### Orquesta
- Carnynx (2001-2002, estr. por la Orquesta Sinfónica de la Ciudad de Kaohsiung dir. por Hui Min-Tu en Kaoshiung (Taiwán el 8 de junio de 2002).
- Los magos del silencio, suite del ballet (2005, estr. por la OSN dir. por el compositor el 26 de marzo de 2006
- A Wedding Blast, variaciones sobre un tema de Mendelssohn (2005, estr. por la Orquesta de Cámara Avanti! dir. por Magnus Lindberg en Porvoo (Finlandia), el 30 de junio de 2005)
- América salvaje, poema sinfónico (2005-6, comisión del Ministerio de Educación, ministro Javier Sota Nadal para la inauguración del nuevo local de la Biblioteca Nacional del Perú, estreno por la Orquesta Sinfónica Nacional (OSN) dirigida por el compositor en Lima el 26 de marzo de 2006)

### Big Band
- Aires de marinera (2001, estr. por la Orquesta de Jazz UMO dir. por Kirmo Lintinen en Helsinki (Finlandia) el 9 de marzo de 2002).

### Escénicas
- Los magos del silencio, ballet (2004, estr. por la Orquesta Los Magos del Silencio dir. por Leo McFall en Lima (Perú) el 14 de mayo de 2004).
- Bel canto (ópera). Basada en la novela homónima de Ann Patchet y estrenada en el 2012 en la Ópera de Chicago.

### Música de cámara
- Trío para 2 clarinetes y fagot (1998, estr. en julio de 1998 en Lima)
- El ritual para 8 percusionistas (2000, estr. el 10 de agosto de 2000 en Lima)
- El viaje para chelo y piano (2000, estr. el 10 de agosto del 2000 en Lima).
- Speculorum para oboe y koto (2002, estr. el 28 de septiembre de 2002 en Royaumont, Francia)
- K'ASA para violín y piano (2003, estr. en Boston, Estados Unidos el 27 de septiembre de 2003)
- La caresse du couteau para cuarteto de cuerda (2004, comis. del Centro Cultural de España para el 2º festival de música contemporánea de Lima, estr. por el cuarteto de cuerdas Lima el 1 de noviembre de 2004 en Lima)
- Kraftmaschine para 4 flautas dulces y 3 percusionistas (2005, comisión del Festival ADevantgarde en colab. con el Orff Zentrum de Múnich, estr. bajo dir. del compositor en Núremberg, Alemania el 9 de junio de 2005)

### Instrumento solo
- Vortex para piano (2001)

### Instrumento solo y conjunto
- Arco de luz para saxofón tenor y conj. de cámara (1999, estr. por Jean-Pierre Magnet y la Orquesta Juvenil de Música Nueva, dir. por Gabriel Alegría en Lima el 15 de marzo de 1999).
- Varem para koto y orquesta (2004, comis. de la Utrechtse Muziekacademie, estr. por Makiko Goto y la Orquesta de cámara UMA dir. por Marco Bons en Ámsterdam, Holanda el 26 de junio de 2004)

### Vocal
- Tres canciones para voz y piano (1998, estr. en Lima en dic. de 1998)
- Lesbiapara soprano, alto y contrabajo de 5 cuerdas (2005, estr. en Helsinki el 20 de mayo de 2006)